# 2008年北京オリンピックのエクアドル選手団
2008年北京オリンピックのエクアドル選手団（2008ねんペキンオリンピックのエクアドルせんしゅだん）は、2008年8月8日から8月24日にかけて中国の北京を主として開催された2008年北京オリンピックのエクアドル選手団、およびその競技結果。

## 概要
今大会は銀メダル1個を獲得した。

## メダル
| メダル | 選手名                 | 競技 | 種目         |
| ------ | ---------------------- | ---- | ------------ |
| 銀     | ジェファーソン・ペレス | 陸上 | 男子20km競歩 |